# Шивачевски пролом
Шивачевският пролом е пролом на Бяла река (ляв приток на Тунджа) в Южна България, между нископланинския подбалкански Шивачевски рид на запад и най-южните части на Елено-Твърдишка планина (част от Средна Стара планина) на изток в Община Твърдица и Община Сливен, област Сливен. Свързва най-източната част на Твърдишката котловина с най-западната част на Сливенското поле.
Проломът е с дължина около 4 km, а средната му надморската височина е около 214 m. Той е тесен, всечен в доломитно-варовикови скали. Образуван е през неоген-кватернера от ерозионната дейност на Бяла река. Склоновете му са стръмни и гористи.
Започва югоизточно от жп гара Чумерна (на 3 km източно от град Шивачево), на 232 m н.в., насочва се на юг-югоизток и след 4 km завършва югоизточно от село Бинкос, при устието на Бяла река в Тунджа, в най-западната част на Сливенското поле на 188 m н.в.
По целия му ляв (източен) долинен склон преминава общински път от село Бинкос за град Шивачево.
Успоредно на него, също по левия долинен склон преминава и участък от трасето на жп линията София – Карлово – Бургас.

## Топографска карта
- Лист от карта K-35-41. Мащаб: 1 : 100 000.
- Лист от карта K-35-53. Мащаб: 1 : 100 000.